# Aittojärvi (sjö i Finland, Kajanaland, lat 65,02, long 29,50)
Aittojärvi är en sjö i Finland. Den ligger i kommunen Suomussalmi i landskapet Kajanaland, i den nordöstra delen av landet, 600 km norr om huvudstaden Helsingfors. Aittojärvi ligger 235,5 meter över havet. Den är 10,2 meter djup. Arean är 1 kvadratkilometer och strandlinjen är 9,05 kilometer lång. Sjön  ingår i Uleälvens huvudavrinningsområde. 